# Dungeon crawl

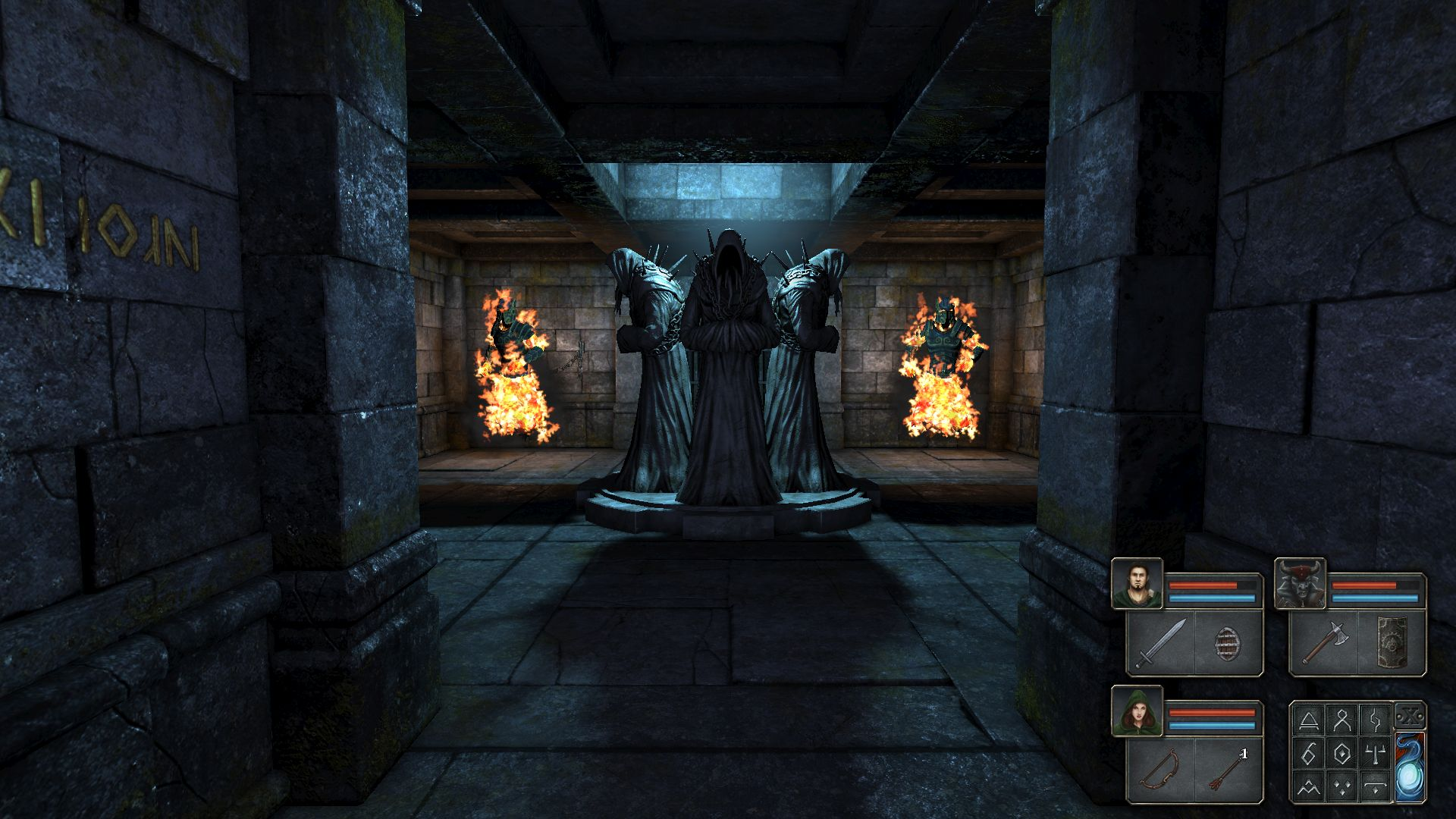
Skärmdump från dungeon crawler-datorspelet Legend of Grimrock, som visar på det typiska förstapersonsperspektivet och den rutnätsbaserade omgivningen.

Dungeon crawl är en term inom rollspel, både i form av bordspel och datorspel. Termen innebär att ett rollspel involverar att spelare utforskar labyrintiska områden, så kallade dungeons, där de slåss mot fiender och letar efter skatter. Ett spel som involverar dungeon crawl kallas för en dungeon crawler.
Inom datorrollspel är dungeon crawlers ofta sedda från ett förstapersonsperspektiv, och har ofta dungeons som är uppbyggda som ett rutnät som spelare förflyttar sig efter.